# Eilean Dubh Mòr
Eilean Dubh Mòr (deutsch große schwarze Insel) ist eine nur per Boot erreichbare unbewohnte Insel der Slate Islands, der Inneren Hebriden in Argyll and Bute in Schottland. Sie liegt im Firth of Lorn, zwischen den Inseln Lunga und Garbh Eileach, einer Insel der Garvellachs. 
Die Fläche der Insel wurde von Rick Livingstone auf 50 Hektar und von Hamish Haswell-Smith (geb. 1928) einschließlich der nördlich gelegenen Gezeiteninsel Eilean Dubh Beag (deutsch kleine schwarze Insel), die bei Ebbe mit Eilean Dubh Mòr verbunden ist, auf 65 Hektar bemessen. Die höchste Erhebung liegt bei 53 m und trägt ein Promontory Fort.